# José Herrero Berrendero
José Herrero Berrendero (Fuencarral, Madrid, 10 de enero de 1934) fue un ciclista español que fue profesional entre 1955 y 1962. Trabajó como gregario especialmente para Federico Bahamontes. No obtuvo ninguna victoria aunque si subió al podio en pruebas como la Vuelta en Cataluña de 1959 o la Barcelona-Madrid.
Era sobrino del también ciclista Julián Berrendero.

## Palmarés
- 1959
  - 3.º a la Vuelta en Cataluña
- 1960
  - 3.º en la Barcelona-Madrid

### Resultados al Tour de Francia
- 1959. Abandona (13.ª etapa)
- 1960. 81.º de la clasificación general

### Resultados a la Vuelta a España
- 1958. 39.º de la clasificación general
- 1959. 36.º de la clasificación general
- 1961. 47.º de la clasificación general
- 1962. 41.º de la clasificación general